# Divisione No. 7 (Alberta)
La Divisione No. 7 è una divisione censuaria dell'Alberta, Canada di 39.909 abitanti, che ha come capoluogo Stettler e Wainwright.

## Comunità
- Town
  - Castor
  - Coronation
  - Daysland
  - Hardisty
  - Killam
  - Provost
  - Sedgewick
  - Stettler
  - Wainwright

- Villaggi
  - Alliance
  - Amisk
  - Big Valley
  - Botha
  - Chauvin
  - Czar
  - Donalda
  - Edgerton
  - Forestburg
  - Gadsby
  - Galahad
  - Halkirk
  - Heisler
  - Hughenden
  - Irma
  - Lougheed
  - Strome

- Villaggi estivi
  - Rochon Sands
  - White Sands

- Frazioni
  - Buffalo Lake
  - Erskine
  - Nevis

- Distretti Municipali
  - MD of Provost
  - MD of Wainwright

- Municipalità di contea
  - Contea di Flagstaff
  - Contea di Paintearth
  - Contea di Stettler